# Australian Open de 1976
O Australian Open de 1976 foi um torneio de tênis disputado nas quadras de grama do Kooyong Lawn Tennis Club, em Melbourne, na Austrália, entre 26 de dezembro de 1975 e 4 de janeiro de 1976. Corresponde à 8ª edição da era aberta e à 64ª de todos os tempos.

## Finais

### Profissional
| Categoria | Evento    | Campeã(s)(o/ões)                             | Vice-campeã(s)(o/ões)                | Resultado          | Chave(s)  | Chave(s)       |
| --------- | --------- | -------------------------------------------- | ------------------------------------ | ------------------ | --------- | -------------- |
| Simples   | Masculino | Mark Edmondson                               | John Newcombe                        | 6–7, 6–3, 7–6, 6–1 | principal | qualificatório |
| Simples   | Feminino  | Evonne Goolagong Cawley                      | Renáta Tomanová                      | 6–2, 6–2           | principal | qualificatório |
| Duplas    | Masculino | John Newcombe Tony Roche                     | Ross Case Geoff Masters              | 7–6, 6–4           | principal | principal      |
| Duplas    | Feminino  | Evonne Goolagong Cawley Helen Gourlay Cawley | Renáta Tomanová Lesley Turner Bowrey | 8–1                | principal | principal      |

### Juvenil
| Categoria | Evento    | Campeã(s)(o/ões)              | Vice-campeã(s)(o/ões) | Resultado     | Chave(s)  | Chave(s)       |
| --------- | --------- | ----------------------------- | --------------------- | ------------- | --------- | -------------- |
| Simples   | Masculino | Ray Kelly                     | Jay Dilouie           | 6–2, 6–4      | principal | qualificatório |
| Simples   | Feminino  | Sue Saliba                    | Jennifer Fenwick      | 2–6, 6–3, 6–4 | principal | qualificatório |
| Duplas    | Masculino | Charlie Fancutt P.M. McCarthy |                       |               | principal | principal      |
| Duplas    | Feminino  | Jan Morton Jan Wilton         |                       |               | principal | principal      |